# 연애싫어
《연애싫어》는 이겨울이 다음 웹툰 코너에 연재하고 있는 웹툰이다. 이 작품은 어느 한 고등학교를 배경으로 연애를 싫어하는 여고생 하연실에게 일어나는 다양한 일상들을 다룬다.

## 등장인물
※ 그 외의 자세한 설명은 "시즌1 후기 보관됨 2018-10-06 - 웨이백 머신" 편에 표기.
하연실
나이 : 18세, 혈액형 : A형, 키 : 163cm
이 작품의 여주인공. 평범한 여고생이다.
강진유
나이 : 18세, 혈액형 : B형, 키 : 182cm
이 작품의 남주인공.
하연두
나이 : 12세, 혈액형 : O형
하연실의 동생.
강세라
나이 : 26세, 혈액형 : AB형, 키 : 170cm
진유의 누나.
서나리
나이 : 18세, 혈액형 : O형, 키 : 157cm
윤도화
나이 : 18세, 혈액형 : O형, 키 : 172cm
윤계희의 이란성 쌍둥이 누나.
윤계희
나이 : 18세, 혈액형 : O형, 키 : 177cm
윤도화의 이란성 쌍둥이 동생.
최방실
나이 : 19세, 혈액형 : A형, 키 : 184cm
아이돌을 꿈꾸는 연예인지망생이지만 음치이다.